# Piłka wodna na Letnich Igrzyskach Olimpijskich 2016
Piłka wodna na igrzyskach olimpijskich w Rio de Janeiro rozgrywana będzie między 6 a 20 sierpnia, na terenie pływalni Centro Aquático Maria Lenk i Estádio Aquático Olímpico.

## Kwalifikacje
| Mężczyźni                         | Mężczyźni                  | Mężczyźni | Mężczyźni | Mężczyźni                      |
| Nazwa imprezy                     | Data przeprowadzenia       | Gospodarz | Miejsc    | Zakwalifikowani                |
| --------------------------------- | -------------------------- | --------- | --------- | ------------------------------ |
| Gospodarz                         | –                          | –         | 1         | Brazylia                       |
| Finał Ligi Światowej 2015         | 23–28 czerwca 2015         | Bergamo   | 1         | Serbia                         |
| Igrzyska panamerykańskie 2015     | 7–15 lipca 2015            | Toronto   | 1         | Stany Zjednoczone              |
| Mistrzostwa Świata 2015           | 27 lipca – 8 sierpnia 2015 | Kazań     | 2         | Chorwacja Grecja               |
| Mistrzostwa Oceanii               | 19 października 2015       | Perth     | 1         | Australia                      |
| Mistrzostwa azjatyckie 2015       | 16–20 grudnia 2015         | Foshan    | 1         | Japonia                        |
| Mistrzostwa Europy 2016           | 10–23 stycznia 2016        | Belgrad   | 1         | Czarnogóra                     |
| Olimpijski Turniej Kwalifikacyjny | 3–10 kwietnia 2016         | Triest    | 4         | Węgry Włochy Hiszpania Francja |
| Razem                             |                            |           | 12        |                                |

| Kobiety                           | Kobiety               | Kobiety   | Kobiety | Kobiety                                  |
| Nazwa imprezy                     | Data przeprowadzenia  | Gospodarz | Miejsc  | Zakwalifikowani                          |
| --------------------------------- | --------------------- | --------- | ------- | ---------------------------------------- |
| Gospodarz                         | –                     | –         | 1       | Brazylia                                 |
| Mistrzostwa Oceanii               | 19 października 2015  | Perth     | 1       | Australia                                |
| Mistrzostwa azjatyckie 2015       | 16–20 grudnia 2015    | Foshan    | 1       | Chiny                                    |
| Mistrzostwa Europy 2016           | 10 – 23 stycznia 2016 | Belgrad   | 1       | Węgry                                    |
| Olimpijski Turniej Kwalifikacyjny | 21–28 marca 2016      | Gouda     | 4       | Stany Zjednoczone Włochy Rosja Hiszpania |
| Razem                             |                       |           | 8       |                                          |

## Rezultaty
| Konkurencja      | Złoto             | Srebro    | Brąz   |
| Turniej mężczyzn | Serbia            | Chorwacja | Włochy |
| Turniej kobiet   | Stany Zjednoczone | Włochy    | Rosja  |

## Tabela medalowa
| Miejsce | Państwo           | Złoto | Srebro | Brąz | Razem |
| ------- | ----------------- | ----- | ------ | ---- | ----- |
| 1.      | Serbia            | 1     | 0      | 0    | 1     |
| 1.      | Stany Zjednoczone | 1     | 0      | 0    | 1     |
| 3.      | Włochy            | 0     | 1      | 1    | 2     |
| 4.      | Chorwacja         | 0     | 1      | 0    | 1     |
| 5.      | Rosja             | 0     | 0      | 1    | 1     |